# Motore Wankel
Il motore Wankel è un motore a combustione interna di tipo rotativo, in cui il pistone non ha moto rettilineo alternato ma ruota intorno a un asse. 
L'impianto di alimentazione presenta travasi collocati nella cassa statorica trocoidale (posizione periferica) oppure nelle piastre laterali della camera statorica (posizione laterale). I gas esausti vengono scaricati tramite un impianto di scarico dotato di luci in posizione periferica o laterale, come descritto in QT-Wankel Two Concepts 100 Years Apart..

## Storia

Schema del motore:
1 - Ugello di iniezione
2 - Ugello di scarico
3 - Camera esterna
4 - Camera di combustione
5 - Ingranaggio centrale
6 - Rotore
7 - Ingranaggio interno
8 - Albero motore
9 - Candele di accensione
Animazione del motore

Fu presentato da Felix Wankel nel 1957 in collaborazione con il dott. Froede, capo dei tecnici della NSU, che apportò modifiche sostanziali al progetto iniziale del motore.
La prima vettura azionata da un motore Wankel fu, nel 1963, la NSU Spider; nonostante il monorotore avesse una cilindrata di soli 498 cm³ sviluppava una potenza di 50 CV e spingeva l'auto a oltre 150 km/h a fronte di un consumo decisamente ridotto per l'epoca.

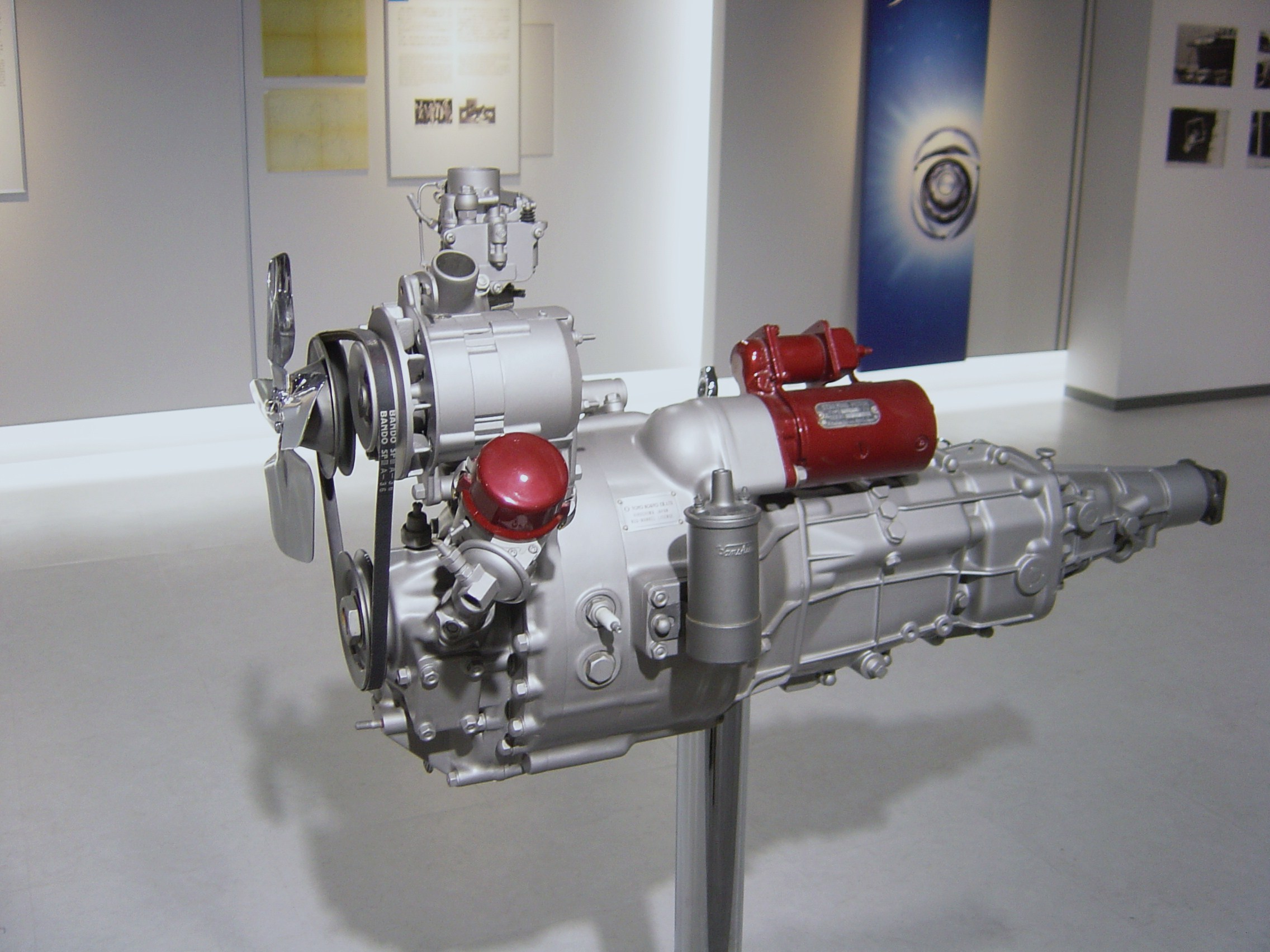
Uno dei primi motori rotativi Mazda

Una sperimentazione su vasta scala fu condotta da Citroën tra il 1970 e il 1971, con l'introduzione della vettura M35, prodotta in 267 esemplari e affidata ad altrettanti clienti scelti per l'uso intensivo che facevano della propria vettura. Citroën avviò nel 1973 anche un programma di ricerca in campo aeronautico culminato con la costruzione dell'elicottero RE2 Citroën, che volò nel dicembre del 1975 ma che non ottenne mai una certificazione permanente di idoneità al volo e che oggi si trova al Conservatoire Citroën.
Le prime vetture di serie che adottarono questo tipo di motore furono le NSU. Tale ditta sviluppò questo tipo di propulsore assieme a Citroën tramite la società controllata Comotor. Tra i prodotti di questo accordo vanno ricordate la Ro 80 per NSU e la GS Birotor per Citroën. Tra il 1963 e il 1970, la Mercedes Benz realizzò una decina di prototipi tra cui le famose C111 a tre e quattro rotori (realizzate tra il 1969 e il 1970) e una 350 SL Quadrirotore utilizzata normalmente da Wankel stesso. Alla Mercedes si affiancò la GM, con i prototipi Chevrolet, e la American Motors, che realizzò una versione rotativa della sua Pacer.

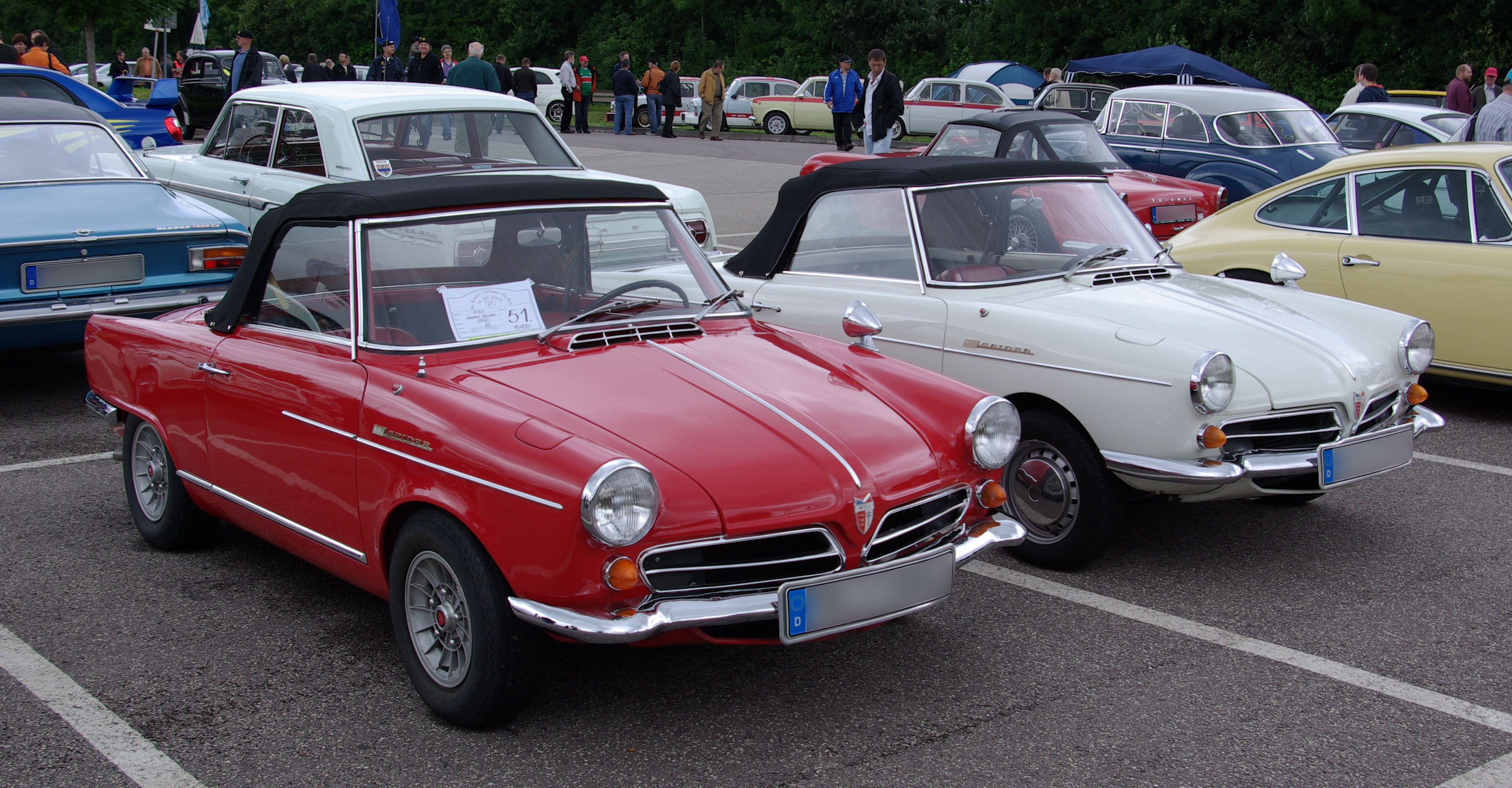
La NSU Spider è stata la prima vettura di serie ad adottare un motore rotativo

L'Alfa Romeo sperimentò il motore Wankel fino al 1975. Aveva una sala prova motori attrezzata in permanenza per le prove e due vetture su cui era montata la versione birotore di 2200 cm³, la prima era una Giulia berlina, la seconda era una 1750 bianca, che durò in servizio alcuni anni. Le ricerche furono abbandonate dopo che all'ente di ricerca, cui era affidata la sperimentazione, si convinsero che nemmeno applicando l'iniezione elettronica era possibile avvicinarsi ai livelli di inquinamento raggiungibili con i motori alternativi.
In campo motociclistico il propulsore rotativo fu utilizzato sporadicamente dalla stessa NSU, dalla Sachs (la "Wankel 2000", datata 1974, fu la prima moto al mondo a essere spinta da un motore rotativo) dalla Suzuki (sul modello "RE-5" del 1975) e dalla Norton che riuscì anche a ottenere delle vittorie in gare del campionato inglese e al Tourist Trohy nel 1992 con Steve Hislop che vinse il Senior TT.

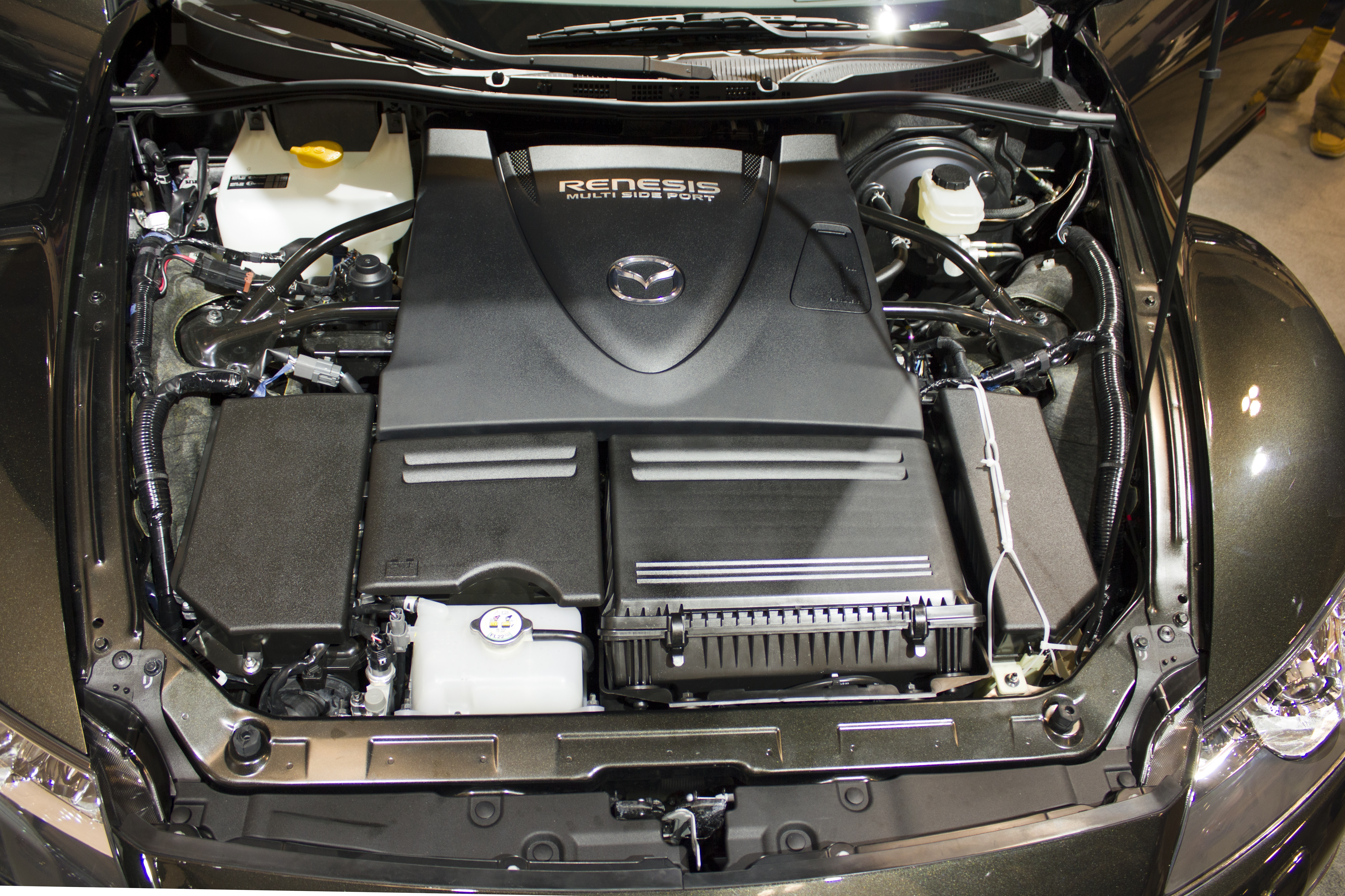
Dettaglio del motore Wankel denominato Renesis Multi Side Port di una Mazda RX-8

I principali problemi di questi motori riguardavano la durata delle guarnizioni di tenuta del rotore che lavorano in condizioni di pressione e temperatura elevata e la loro scarsa lubrificazione. Grazie allo sviluppo della tecnologia dei materiali, la durata di vita di questi propulsori fu notevolmente aumentata, consentendo una produzione su larga scala. La casa automobilistica Mazda da oltre trent'anni porta avanti lo studio e lo sviluppo di motori rotativi ad alte prestazioni, l'ultima applicazione è sulla vettura Mazda RX-8 con un birotore denominato "Renesis" (fusione delle iniziali di Rotary Engine e della parola Genesis) con cilindrata complessiva di 1.308 cm³, in grado di sviluppare una potenza di 231 CV (170 kW) a 8.500 giri/min e una coppia massima di 211 N·m a 5.500 giri/min. È a tutt'oggi l'ultima evoluzione del motore di derivazione Wankel.

## Geometria del motore

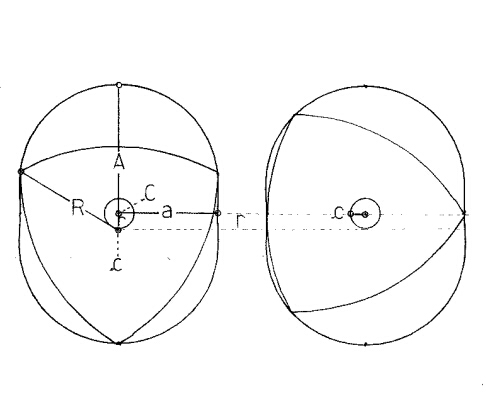
Geometria del motore

Il profilo della camera statorica è simmetrico rispetto ai due assi ortogonali baricentrici e prende il nome di epitrocoidale. Quello del rotore invece è su base triangolare equilatera, con lati leggermente convessi e prende il nome di triangolo di Reuleaux.
Il contatto tra statore e rotore avviene ai tre vertici dell'organo in movimento, che strisciano sulle pareti dello statore; su queste sono praticate le luci per l'aspirazione della miscela aria-carburante e per lo scarico dei gas combusti, oltre che all'alloggio per una o più candele di accensione della miscela. Le basi dello statore sono costituite da due pareti piane, che presentano centralmente un foro per il passaggio dell'albero motore.
La definizione della forma del profilo dello statore da parte dell'ing. Wankel derivava da uno studio condotto per via empirica; solo successivamente, il prof. Othmar Baier del Politecnico di Stoccarda, dimostrò che la forma era quella di un'epitrocoide, cioè una curva generata dal rotolamento di una circonferenza generatrice su di un'altra circonferenza fissa. Quando il punto che descrive la curva non giace sulla circonferenza, ma all'interno o all'esterno di essa, la curva diventa una trocoide, e rispettivamente viene chiamata ipotrocoide o epitrocoide.
Un requisito importante delle trocoidi, affinché siano linee chiuse, è che il rapporto tra i diametri della circonferenza fissa e di quella mobile sia un numero intero: tale numero rappresenta pure il numero di archi costituenti la trocoide. Nel motore Wankel il rapporto tra i diametri delle circonferenza è 2:1. Se si vuole evitare che la trocoide presenti punti doppi, è necessario che il punto prescelto per tracciare il profilo si trovi all'interno della circonferenza generatrice (mobile).
La scelta di tale punto e della sua distanza dal centro della circonferenza mobile (eccentricità) è del tutto arbitraria, così il numero di profili trocoidali utilizzabili per un motore a pistone rotante è teoricamente illimitato. Delle varie soluzioni teoriche possibili però, la soluzione con statore epitrocoidale a due lobi e rotore tri-lobato rappresenta quella più adottata e quella che Wankel utilizzò per il suo motore.
Il profilo del rotore invece è quello del triangolo di Reuleaux; in seno a ciascuno dei tre lati del rotore, nel senso della profondità, è ricavata una nicchia che aumenta la cilindrata del rotore e soprattutto permette di migliorare la forma e le prestazioni fluidodinamiche della camera di combustione, altrimenti penalizzate dalla strozzatura di giunzione dei due lobi epitrocoidali.
Il dimensionamento dello spessore della cassa statorica (misurato come distanza assiale tra le due facce laterali) non è soggetto teoricamente a nessuna limitazione: se lo spessore è eccessivo, tuttavia, la combustione risulterà lenta e incompleta, mentre se è troppo piccolo la cilindrata risulta troppo piccola per un buon funzionamento del motore. Tradizionalmente il valore dello spessore è scelto pari a circa la metà del raggio della circonferenza circoscritta al rotore.

## Il funzionamento

Animazione del motore Wankel

Il principio di funzionamento del Wankel è molto semplice: un rotore a tre lobi ruota eccentricamente intorno all'albero motore, generando con il suo movimento camere di lavoro, all'interno delle quali si compiono ciclicamente le quattro classiche fasi di aspirazione - compressione - combustione - scarico.
Girando all'interno della carcassa con un particolare movimento orbitante, il rotore forma tre camere, il cui volume varia ciclicamente: nelle 3 camere si compiono contemporaneamente 3 cicli Otto a quattro tempi, sfasati tra loro di 120°.
Avendo il rotore tre lati uguali, il processo avviene in modo sequenziale 3 volte a ogni giro del rotore stesso (corrispondente a 3 giri dell'albero motore), con un notevole vantaggio ai fini della potenza erogata e della regolarità di funzionamento.

Al centro del rotore è calettata una ruota dentata a denti interni (corona rotorica) che ingrana con una ruota a denti esterni solidale alla piastra di chiusura dello statore (pignone statorico) e coassiale con i perni di banco dell'albero motore; la corona rotorica rotola sul pignone senza strisciare su di essa.
Il rotore presenta un foro centrale dotato di una grossa bronzina anulare nel quale ruota un eccentrico cilindrico calettato sull'albero motore.
La fase di aspirazione della miscela aria-benzina incomincia quando il volume della camera in cui sbocca il condotto di aspirazione incomincia ad aumentare, creando così una depressione che richiama la miscela all'interno della camera statorica. Proseguendo nel suo movimento, il rotore provoca una riduzione dello spazio compreso tra la sua parete e quella dello statore, cosicché la miscela aspirata viene compressa. Quando la compressione ha raggiunto il valore ottimale, scocca la scintilla attraverso gli elettrodi della candela; ha così inizio la fase di combustione e, quindi, l'espansione dei gas; il conseguente aumento di pressione fa sì che delle forze agiscano sul rotore costringendolo a proseguire nel suo moto rotatorio. Terminata la fase di espansione si ha un'altra riduzione di volume durante la quale i gas combusti vengono spinti fuori del motore attraverso il condotto di scarico. Le pressioni che vengono esercitate sul rotore dai gas in espansione sono trasmesse tramite l'eccentrico sull'albero motore, che, quindi, viene trascinato in rotazione.
Al pignone statorico è demandato il compito di costringere il rotore a seguire un'orbita eccentrica, tale da garantire il contatto costante degli elementi di tenuta apicali contro le pareti interne dello statore. Dall'albero motore il moto passa direttamente al gruppo frizione e quindi al cambio, da dove viene trasmesso alle ruote motrici.

## Principali vantaggi

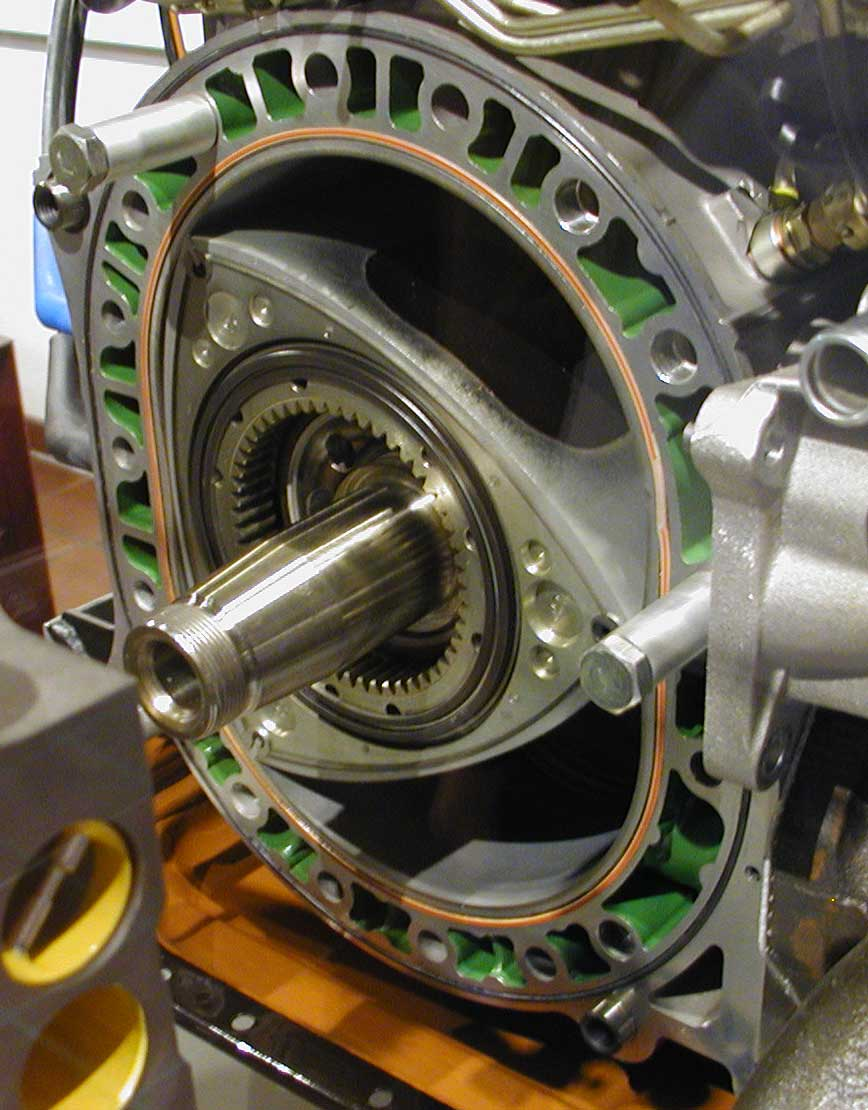
Dettaglio di una sezione aperta di un motore Wankel; notare il "pistone-rotore" dalla particolare forma triangolare

Il motore Wankel, grazie alla sua particolare struttura, presenta numerosi vantaggi rispetto ai vari tipi di motore alternativo a combustione interna:
- un minor numero di parti in movimento;
- una minore rumorosità e minori vibrazioni;
- un'elevata leggerezza dovuta alle dimensioni ridotte ed elevato rapporto potenza/peso;
- una minore emissione inquinante di ossidi di azoto, dovute alla minore temperatura media dei gas;
- una maggiore potenza, a parità di cilindrata, rispetto a un motore a pistoni alternativo;
- una semplicità progettuale e manutentiva.

Il motore rotativo ha un'incredibile semplicità di progettazione derivante dal suo dettaglio più importante: la presenza di solo due parti in movimento, il rotore e l'albero motore.
È inoltre notevole l'assenza di masse in moto alterno (che sui motori alternativi sono bielle, pistoni e spinotti) e quindi l'assenza di forze di inerzia del secondo ordine che risultano altrimenti difficili da bilanciare; infatti queste possono essere bilanciate da opportune masse, poste in rotazione a una velocità doppia rispetto a quella dell'albero motore. L'assenza di queste forze di inerzia nonché di una massa volanica (sostituita dal rotore stesso) consente a questo tipo di motore di avere forti accelerazioni e valori di potenza specifica più elevati rispetto ai motori alternativi grazie alla possibilità di raggiungere regimi di rotazione maggiori.
Il Wankel è molto più leggero e compatto dei normali propulsori a pistoni perché possiede solo due parti mobili; ha poi cicli di aspirazione e di scarico più vantaggiosi, dal momento che i fluidi hanno più tempo per entrare e uscire dalla camera di combustione e quindi ha minori perdite di carico. Anche il Wankel può essere dotato di sistemi di sovralimentazione mediante turbina o compressore volumetrico.
Il miglior sfruttamento della combustione durante l'espansione fornisce, a parità di cilindrata, una maggior potenza rispetto a un motore alternativo, perché durante l'espansione l'albero ruota di 270° anziché di 180°.

## Gli svantaggi
I principali svantaggi sono:

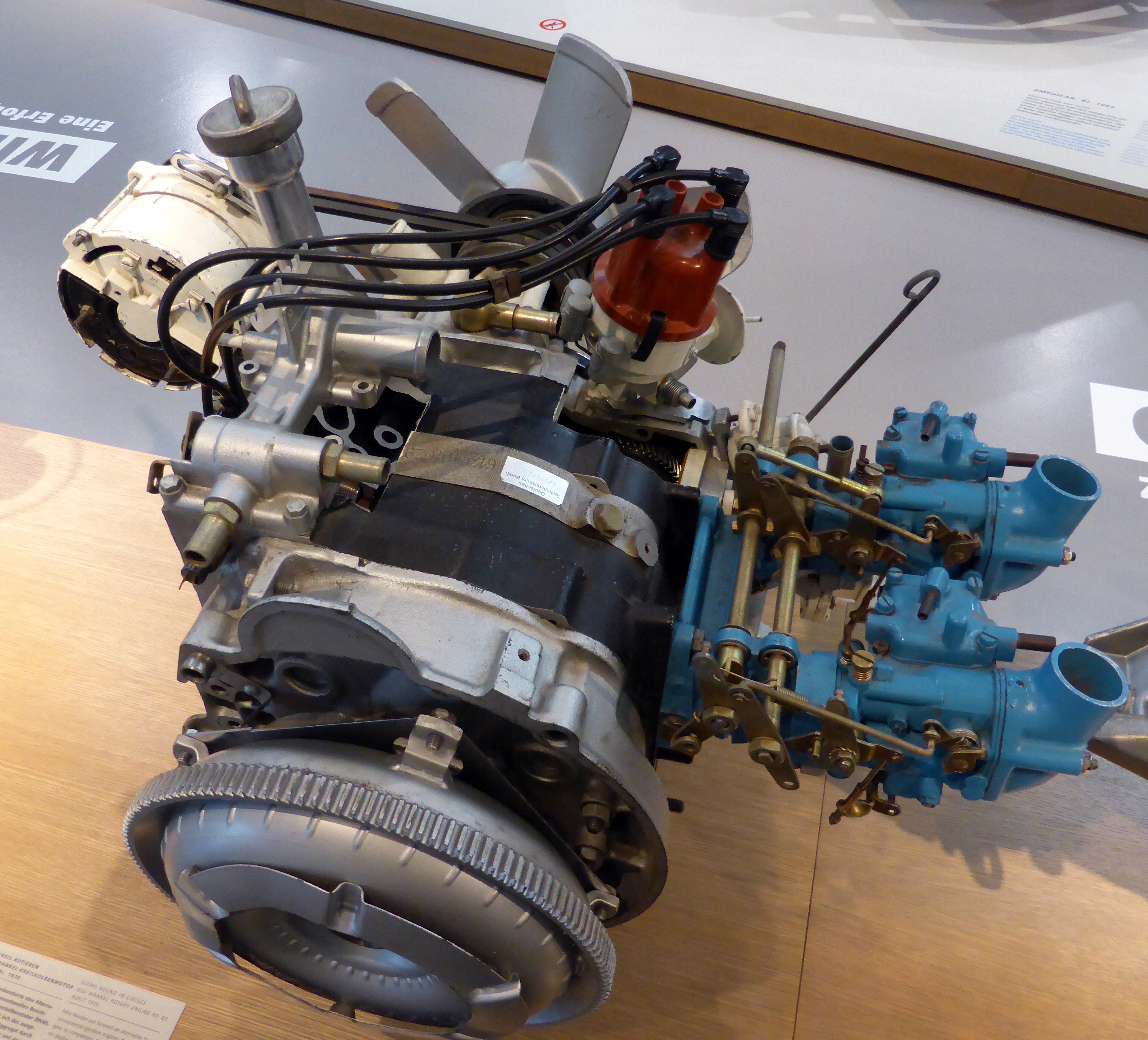
Vista dall'alto di un motore Wankel di una NSU Ro80

- scarsa durata degli elementi di tenuta del rotore;
- coppia contenuta ai bassi regimi di rotazione;
- consumo di carburante, in generale maggiore rispetto al motore alternativo;
- problematica lubrificazione dei segmenti apicali;
- tasso di idrocarburi incombusti molto elevato.

I problemi di carattere costruttivo del Wankel riguardano in particolare il rotore, sottoposto a brusche escursioni termiche di circa 900 °C e che deve essere quindi costruito in leghe estremamente resistenti (acciaio e alluminio) e costose.
Inoltre, data la conformazione spigolosa del rotore, questo è sottoposto a strisciamento e micro-urti continui contro la parete dello statore che vede presto deteriorarsi la pista di strisciamento riducendo così la tenuta idraulica delle guarnizioni, e conseguente riduzione del rendimento.
Dal punto di vista tecnologico, la costruzione degli organi principali, quali il rotore e lo statore, è complicata: lo statore soprattutto presenta serie difficoltà a causa della lavorazione superficiale della pista di scorrimento, che richiede l'uso di macchine di precisione. Inoltre per garantire una buona resistenza all'usura delle superfici di strisciamento vanno eseguiti processi di indurimento superficiale (tempra) e levigatura molto accurati.
Il consumo di carburante, rispetto ai motori a combustione interna alternativi, è inevitabilmente maggiore, a causa della conformazione della camera di combustione, stretta e lunga; il problema dell'incrocio tra fase di combustione-espansione e fase di scarico, difficilmente modificabile per ragioni geometriche e costruttive, è un'altra ragione che spiega il basso rendimento del motore. Tutte queste cose, e altre ancora, erano state modificate (o rese modificabili) nei motori alternativi nel corso degli anni (per esempio tramite l'adozione dei variatori di fase).
Il tasso di idrocarburi incombusti allo scarico è dovuto alla conformazione della camera di combustione. Tuttavia già a metà degli anni settanta, alcune soluzioni prospettavano degli importanti passi avanti (nel funzionamento al minimo, da incombusti "non misurabili", a livelli 7 volte quelli di un buon motore alternativo). 
Questi problemi minarono rapidamente il proliferare dei motori rotativi. Le ricerche tecnologiche e produttive furono portate avanti dalla sola Mazda, che ha proseguito su questa strada sino a oggi.

## Applicazioni in campo aeronautico
Nell'aviazione leggera il Wankel è stato introdotto in modo massiccio solo negli ultimi decenni perché la relativamente bassa longevità del motore ne sconsigliava l'utilizzo. Oggi invece se ne apprezzano numerosi aspetti: l'ottimo rapporto peso/potenza, la piccola sezione trasversale, la leggerezza, l'affidabilità, la semplicità e non ultimo il costo contenuto. Altro vantaggio, non trascurabile in ambito aeronautico, non soffre del problema del grippaggio, ciò lo rende più sicuro rispetto al motore a pistoni.
L'utilizzo di questo motore si ritrova principalmente negli aerei medio/piccoli da diporto e in alcuni tipi di acrobatici particolarmente spinti nell'elaborazione.

## Applicazioni storiche

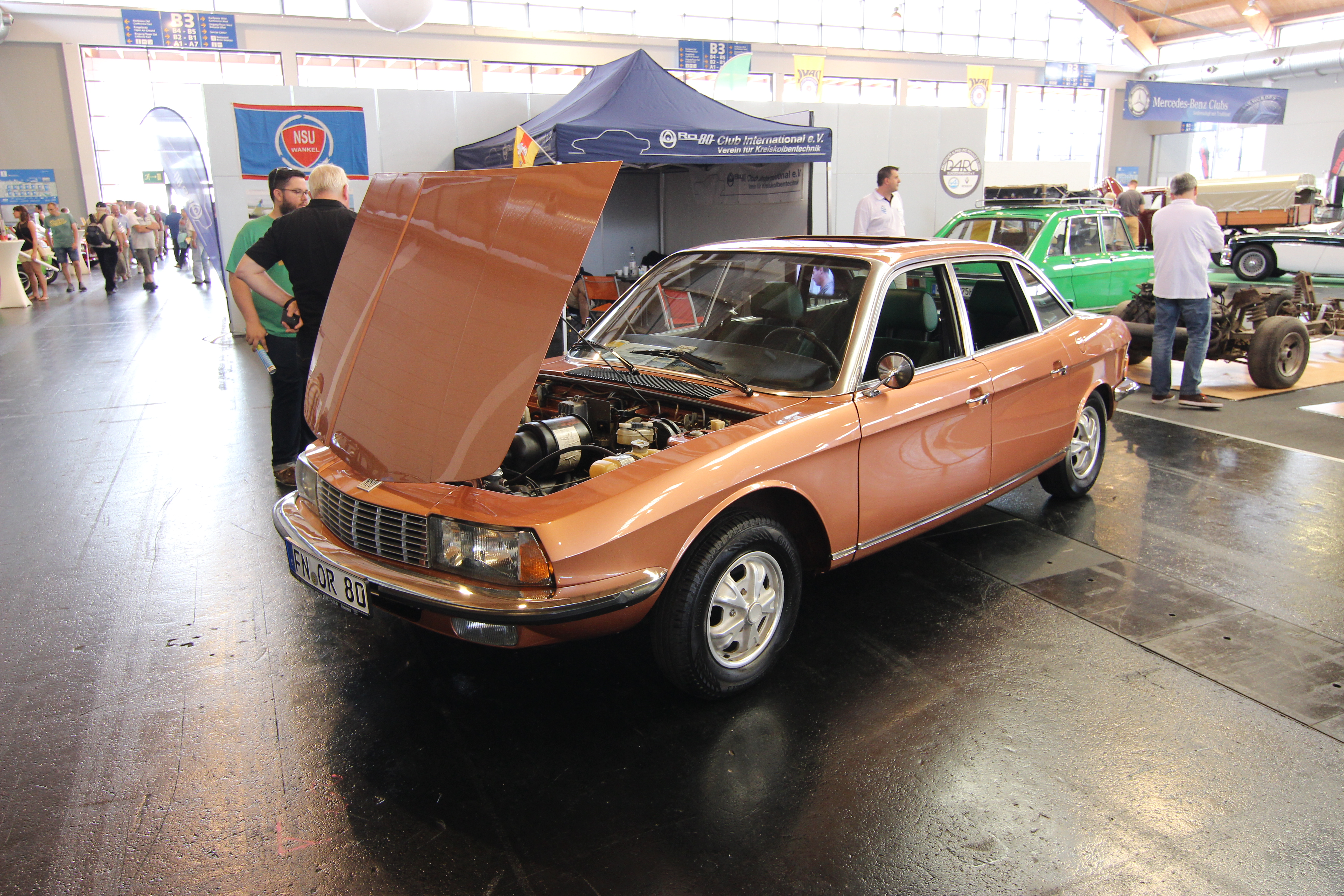
NSU Ro80, un'automobile con il motore Wankel fra le più innovative e rappresentative

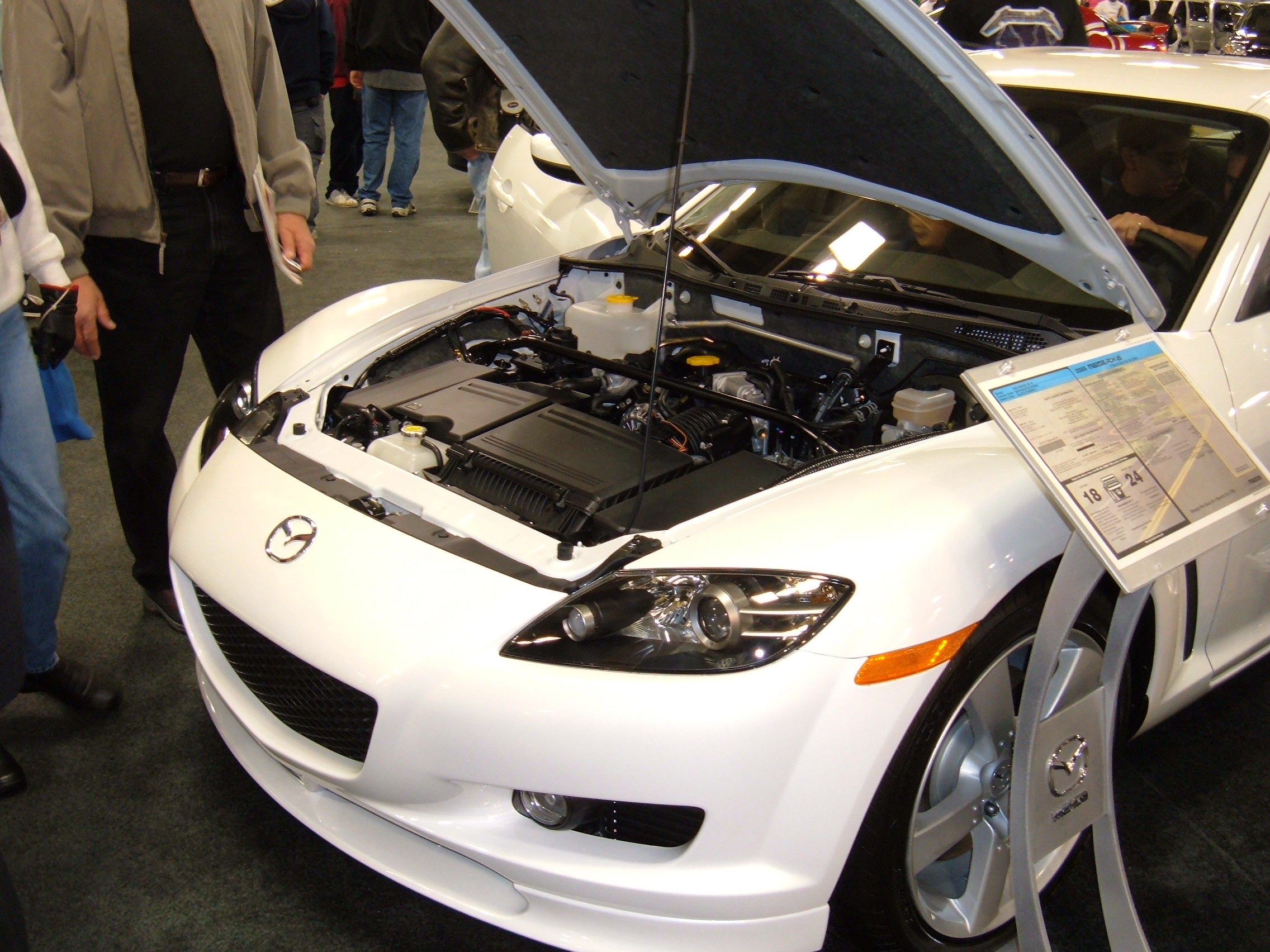
Esempio di una Mazda RX-8 del 2005, la vettura con motorizzazione rotativa più longeva e più diffusa

Il rotativo Wankel fu utilizzato su alcune vetture, che ne aumentarono la popolarità ma alimentarono controversie:
- Dal 1964 al 1967 la casa tedesca NSU produsse circa 2.375 Spider, prima vettura stradale ad adottare il motore Wankel.

- Dal 1967 al 1977 la casa tedesca NSU produsse circa 37.500 Ro80, vetture dotate di motore Wankel birotore, simile a quello adottato sulla GS Birotor Citroën.
- Dal 1970 al 1971 la casa francese Citroën produsse 267 M35, vetture dotate di motore Wankel monorotore.
- Dal 1974 al 1975 la casa francese Citroën produsse 847 GS Birotor, vetture dotate di motore Wankel birotore, simile a quello adottato sulla RO80 NSU.
- La Mazda mise in vendita, per il mercato americano e quello interno giapponese diverse versioni della Mazda rx-4 ( in vendita dal 73 al 77), della mazda rx-3 e rx-2 che montavano il motore wankel 12A e 13b da 1,2 litri.
- Nel 1991, la Mazda vinse la 24 Ore di Le Mans con lo sport prototipo 787B spinto da un propulsore quadrirotore da 700 CV. Alla fine della stagione la Federazione Internazionale dell'Automobile vietò l'utilizzo di questo tipo di motore per queste competizioni.
- Nel 1980, vennero costruite in Russia 250 Lada "Zhiguli" monorotore da 70 CV, seguite, nella seconda metà degli anni ottanta, da un altro lotto di Lada Samara birotore da 130 CV. Si trattava di autovetture assegnate in via sperimentale alla polizia e al KGB, ma dotate di scarsa affidabilità (a causa del basso livello qualitativo dei materiali impiegati), nonostante la relativa sofisticazione tecnica (entrambi i motori erano dotati di un particolare sistema elettronico che iniettava l'olio della coppa direttamente nel rotore per la lubrificazione degli Apex seals).
- L'ultima autovettura di serie che ha adottato questo tipo di motore è stata la coupé giapponese Mazda RX-8, del 2003, uscita di produzione nel 2012, a causa delle norme anti-inquinamento, prodotta in circa 192.094 esemplari.
- Mazda MX-30 R-EV: il ritorno del motore Wankel su ibrido plug-in

## Applicazione motociclistica
Le moto che hanno usato questo motore sono:
- Suzuki RE5, prodotta nel 1975 con motore da 497 cm³;
- Hercules W2000, prodotta dal gruppo Sachs tra il 1974 e il 1976 con motore da 294 cm³;
- Norton Interpol II, prodotta nel 1984 con motore da 588 cm³;
- Norton Classic;
- Norton Commander P52 e P53 prodotta dal 1988 al 1992 con motore da 588 cm³;
- Norton F1, prodotta nel 1990;
- Norton RCW588;
- Norton NRV588, prodotta dal 2008 con motore da 588 cm³;
- BMW R27, prodotta nel 1960 con motore da 250 cm³;[senza fonte]
- Van Veen OCR 1000, prodotta dal 1977 al 1981 con motore da 996 cm³;
- Crighton CR700W

## Il motore Wankel oggi
Esistono nel mondo piccole aziende specializzate che progettano e producono motori Wankel per applicazioni sia in campo terrestre (auto, moto, motoslitte), sia navale, sia per l'aviazione. Queste aziende sfruttano la modularità nell'accoppiamento tra più rotori Wankel per avere in catalogo varie tipologie di motori con potenze che possono andare da 40 a oltre 300 CV solo accoppiando due o più rotori dello stesso tipo. Ne consegue una notevole flessibilità e semplicità costruttiva, molto apprezzata sia dalle aziende, per il minor costo di progettazione, produzione e assemblaggio, sia dai clienti, per la quasi infinita varietà di prodotti tra i quali scegliere.
A oggi esiste in commercio una versione di motore Wankel per aeromodelli di soli 4,97 cm³ prodotto dalla giapponese OS Engines, alimentato a miscela di metanolo-nitrometano-olio, sistema di autoaccensione (arden glow plug) e capace di erogare 1,08 HP a 18 000 giri/min.